# Henning Frenzel
Henning Frenzel (* 3. května 1942, Geithain) je bývalý východoněmecký fotbalista, útočník, reprezentant Východního Německa (NDR). V sezóně 1965/66 byl nejlepším střelcem východoněmecké oberligy.

## Fotbalová kariéra
Ve východoněmecké oberlize hrál za 1. FC Lokomotive Leipzig. Nastoupil ve 294 ligových utkáních a dal 122 gólů. S 1. FC Lokomotive Leipzig vyhrál v roce 1976 východoněmecký fotbalový pohár. V Poháru víězů pohárů nastoupil v 6 utkáních a v Poháru UEFA nastoupil ve 37 utkáních a dal 12 gólů. Za reprezentaci Východního Německa (NDR) nastoupil v letech 1961-1974 v 54 utkáních a dal 16 gólů. V roce 1964 byl členem bronzového týmu za LOH 1964 v Tokiu, nastoupil v všech 5 utkáních a dal 4 góly.

## Ligová bilance
| Ročník           | Zápasy | Góly | Klub                     |
| ---------------- | ------ | ---- | ------------------------ |
| I. liga 1960     | 15     | 4    | 1. FC Lokomotive Leipzig |
| I. liga 1961/62  | 37     | 20   | 1. FC Lokomotive Leipzig |
| I. liga 1962/63  | 20     | 10   | 1. FC Lokomotive Leipzig |
| I. liga 1963/64  | 25     | 7    | SC Leipzig               |
| I. liga 1964/65  | 24     | 13   | SC Leipzig               |
| I. liga 1965/66  | 26     | 22   | 1. FC Lokomotive Leipzig |
| I. liga 1966/67  | 26     | 13   | 1. FC Lokomotive Leipzig |
| I. liga 1967/68  | 24     | 6    | 1. FC Lokomotive Leipzig |
| I. liga 1968/69  | 25     | 6    | 1. FC Lokomotive Leipzig |
| II. liga 1969/70 | 29     | 17   | 1. FC Lokomotive Leipzig |
| I. liga 1970/71  | 26     | 7    | 1. FC Lokomotive Leipzig |
| I. liga 1971/72  | 25     | 4    | 1. FC Lokomotive Leipzig |
| I. liga 1972/73  | 24     | 10   | 1. FC Lokomotive Leipzig |
| I. liga 1973/74  | 24     | 2    | 1. FC Lokomotive Leipzig |
| I. liga 1974/75  | 26     | 10   | 1. FC Lokomotive Leipzig |
| I. liga 1975/76  | 24     | 6    | 1. FC Lokomotive Leipzig |
| I. liga 1976/77  | 25     | 7    | 1. FC Lokomotive Leipzig |
| I. liga 1977/78  | 24     | 5    | 1. FC Lokomotive Leipzig |
| CELKEM I. liga   | 420    | 152  |                          |